# Pokljuka

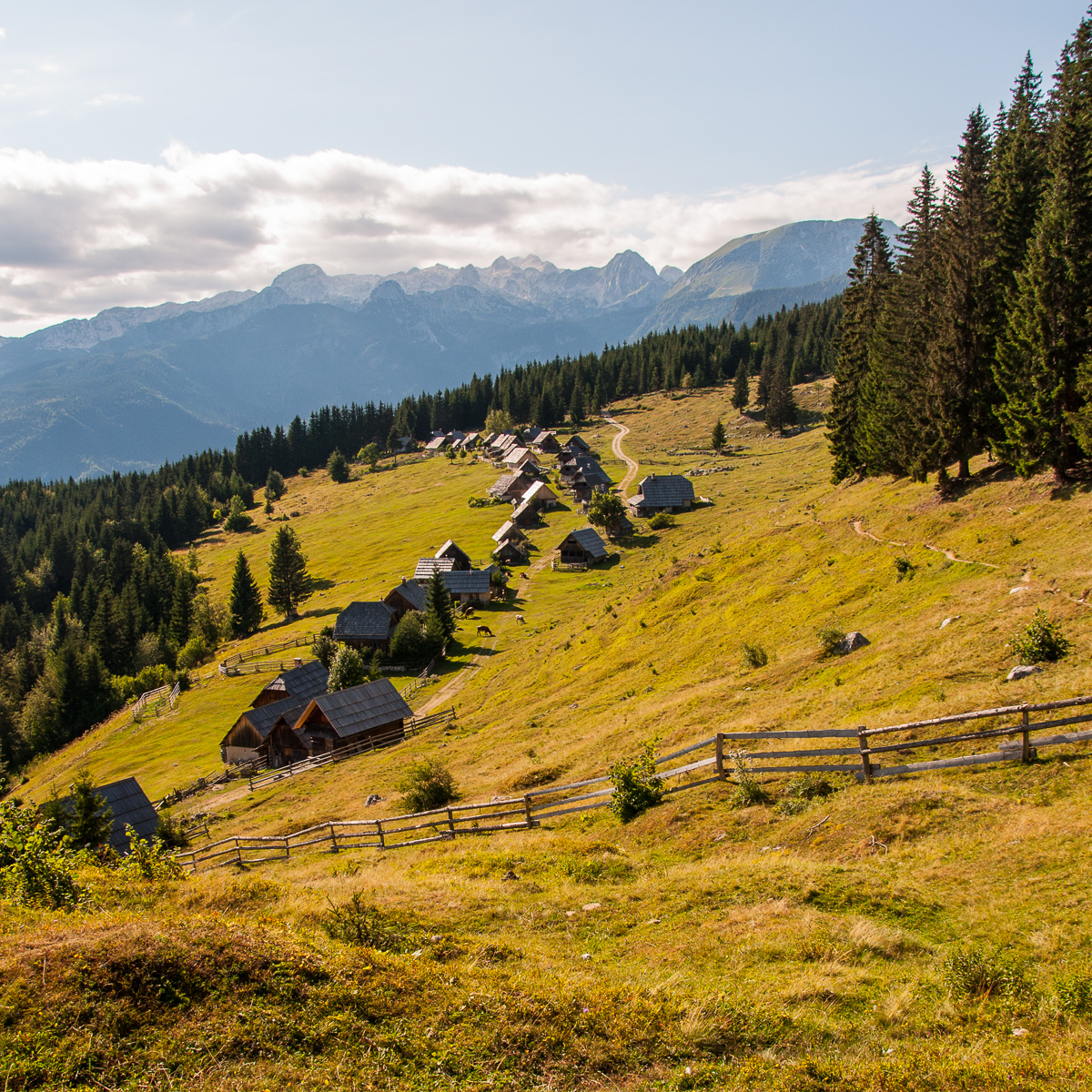
Bergdorf auf der Pokljuka

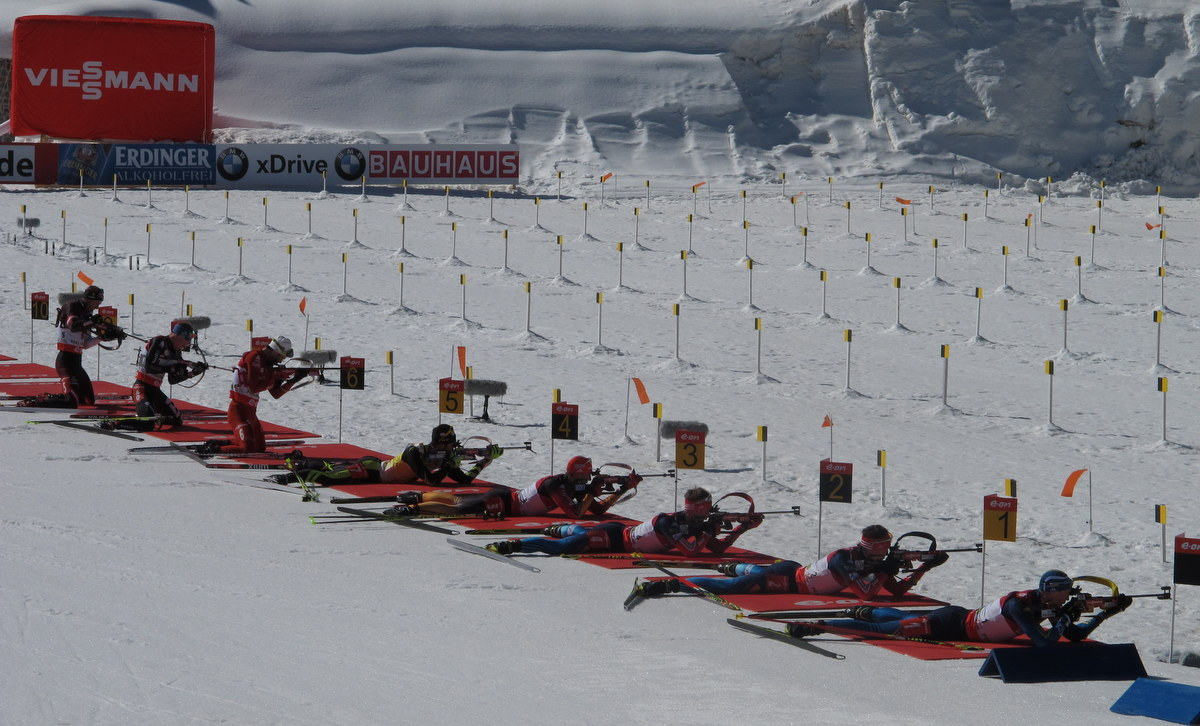
Biathlon auf der Pokljuka, 2014

Die Pokljuka (ˌpɔˑˈkʎ̯ʊˑkɑˑ) ist eine alpine Hochebene im Nordwesten Sloweniens. Sie liegt im Nationalpark Triglav in den Julischen Alpen auf etwa 1300 m.

## Geographie
Das Landschaftsbild wird durch dichte Tannenwälder geprägt. Das Hochplateau schließt in einer Bergkette ab, die mit Debela peč, Viševnik und Triglav einige über 2000 m hohe Berge umfasst. 
Der nächste größere Ort ist das östlich der Region liegende Bled.

## Veranstaltungen
Bekannt ist die Pokljuka vor allem durch die hier ausgetragenen Biathlonrennen. Das Biatlonski stadion Pokljuka liegt etwa 20 Kilometer von Bled entfernt. Seit der Saison 1992/93 finden hier regelmäßig Rennen im Rahmen des Biathlon-Weltcups statt.
Pokljuka war zudem Austragungsort der Biathlon-Weltmeisterschaften 2001 und 2021.